# راي بوريس
راي بوريس (بالإنجليزية: Ray Burris)‏ هو لاعب كرة قاعدة أمريكي، ولد في 22 أغسطس 1950 في إيدابيل في الولايات المتحدة.

## وصلات خارجية
- راي بوريس على موقع دوري كرة القاعدة الرئيسي (الإنجليزية)
- راي بوريس على موقعبيزبول رفرنس.كوم (الدوري الرئيسي) (الإنجليزية)
- راي بوريس على موقعبيزبول رفرنس.كوم (الدوري الثانوي) (الإنجليزية)
- راي بوريس على موقع إي إس بي إن.كوم (أم.أل.بي) (الإنجليزية)
- راي بوريس على موقع مشجعي الرسوم البيانية (الإنجليزية)